# Giao tranh tại Pesmes
Giao tranh tại Pesmes là một cuộc xung đột quân sự trong cuộc Chiến tranh Pháp-Đức và các năm 1870 – 1871, đã diễn ra từ ngày 16 cho đến ngày 18 tháng 12 năm 1870, đã diễn ra tại Pesmes, tọa lạc trên con sông Ognon nằm giữa Gray và Dole, nước Pháp. Trong cuộc giao chiến quyết liệt này, một lực lượng của Đức – Phổ (trong đó có cả lính thương kỵ binh Uhlan và pháo binh) đã đánh bại quân đội Pháp án ngữ ở sông Ognon, hoàn thành mục tiêu của mình là phá vỡ chiếc cầu vượt qua sông này. Cùng thời điểm với trận đánh này, quân đội Phổ - Đức dưới quyền chỉ huy của tướng August von Werder đã đánh chiếm Nuits Saint Georges từ tay viên tướng Camille Crémer của quân Pháp vào ngày 18 tháng 12 năm 1870.
Vào ngày 16 tháng 12 năm 1870, một đại đội dân binh Landwehr của Đức đã được lệnh kéo đến thị trấn Pesmes cùng với một số công binh, nhằm phá hủy ngọn cầu bắc qua sông Ognon. Mặc dù vậy, hai tiểu đoàn của quân Pháp phòng ngự lối vượt sông Ognon đã tổ chức kháng cự bền bỉ, và người Đức bị buộc phải từ bỏ ý định của mình trong ngày hôm ấy. Tuy nhiên, vào ngày hôm sau – 17 tháng 12, quân đội Đức đã thực hiện một nỗ lực khác, với một lực lượng đông đảo hơn, gồm thâu 7 đại đội thuộc Trung đoàn số 25 và một đạo thương kỵ binh Uhlan của Đức, cùng với một khẩu đội pháo hạng nặng. Quân Pháp tại Pesmes đã nã đạn vào một trong những người lính kỵ binh của Đức, tuy nhiên, sau khi đối phương ném một vài quả lựu đạn vào thị trấn để đáp trả, quân đội Pháp đã tiến hành triệt thoái về phía bên kia sông Ognon. Sau đó, đạo quân Đức đã tiến chiếm Pesmes, và một bộ phận của họ đã vượt sông Ognon, rồi giao chiến với địch thủ trong các ngôi làng và các khu rừng. Quân Pháp bị buộc phải rút lui với một số thiệt hại. Vào buổi chiều ngày 18 tháng 12 năm 1870, các tiền đồn của quân Đức tại Ognon bị quân Pháp tấn công. Tuy nhiên, quân đội Đức cuối cùng đã bẻ gãy được đợt tiến công của quân đội đối phương. Quân Pháp chịu một số tổn thất, trong đó có ca người chỉ huy của họ.
Sau cuộc giao tranh, quân đội Đức đã ở lại Pesmes trong vòng một ngày. Cho đến ngày 20 tháng 12 năm 1870, sau khi đã hoàn tất việc phá vỡ ngọn cầu bắc qua sông, người Đức đã rút khỏi các vị trí phòng ngự tạm thời của họ.